# Scoparia commercialis
Scoparia commercialis là một loài bướm đêm trong họ Crambidae.